# Lidija Veselitskaja
Lidija Ivanovna Veselitskaja (ryaka: Лидия Ивановна Веселитская), pseudonymen V. Mikulitj (ryska: В. Микулич), född 17 mars (gamla stilen: 5 mars) 1857 i Jegorjevsk, död 23 februari 1936 i Pusjkin, var en rysk författare.
Av Veselitskaja utgavs 1892 på svenska Mimotschka i översättning av Alfred Jensen.